# Titus Prifernius Paetus Memmius Apollinaris
Titus Prifernius Paetus Memmius Apollinaris (vollständige Namensform Titus Prifernius Publi filius Quirina Paetus Memmius Apollinaris) war ein im 2. Jahrhundert n. Chr. lebender Angehöriger des römischen Ritterstandes (Eques). Durch eine Inschrift sind einzelne Stationen seiner Laufbahn bekannt, die er gegen Ende des 1. und am Anfang des 2. Jahrhunderts absolvierte.
Apollinaris war in seiner Heimatstadt IIIIvir iure dicundo quinquennalis und magister iuvenum. Danach folgte seine militärische Laufbahn, die aus den für einen Angehörigen des Ritterstandes üblichen Tres militiae bestand. Er wurde zunächst Präfekt der Cohors III Breucorum, die in der Provinz Germania inferior stationiert war. Danach war er Militärtribun in der Legio X Gemina. Als dritte Stufe folgte der Posten eines Präfekten der Ala I Asturum, die in der Provinz Moesia inferior stationiert war. Mit der Ala nahm er am ersten Dakerkrieg teil und erhielt für seine Leistungen von Trajan mehrere militärische Auszeichnungen: eine Hasta pura, ein vexillum und eine Corona muralis.
Nach Beendigung seiner militärischen Karriere übernahm Apollinaris Positionen in der Verwaltung. Er war zunächst Procurator in der Provinz Sicilia; dieser Posten war mit einem Jahreseinkommen von 100.000 Sesterzen verbunden. Danach wurde er Procurator in der Provinz Lusitania; dieser Posten war mit einem Jahreseinkommen von 200.000 Sesterzen verbunden. Im Anschluss war er als Procurator für die Verwaltung der fünfprozentigen Erbschaftsteuer (vicesima hereditatium) in Rom zuständig. Zuletzt wurde er Statthalter (Procurator Augusti), zunächst in der Provinz Thracia und danach in Noricum. Er ist als Statthalter in Noricum durch eine weitere Inschrift belegt.
Apollinaris war in der Tribus Quirina eingeschrieben. Er stammte aus Reate, dem heutigen Rieti. Die Inschrift wurde von seinem Sohn, Publius Memmius Publi filius Quirina Apollinaris, errichtet.